# René Vingerhoedt
René Vingerhoedt (* 29. Oktober 1921 in Antwerpen, Belgien; † 14. Februar 2005 ebenda) war ein belgischer Karambolagespieler, Autor und mehrfacher Welt- und Europameister.

## Karriere
René Vingerhoedt war in den 1940er und 50er Jahren der beherrschende Spieler im Dreiband und Artistique (Kunststoß). Er gründete eine Tradition belgischer Dominanz im Karambolage-Billard, die später von Raymond Ceulemans und Frédéric Caudron fortgeführt wurde. Er ist bis heute der jüngste Weltmeister. Bereits als 17-Jähriger gewann er 1939 in Marseille die Billard-Artistique-Weltmeisterschaft, nachdem er schon Belgischer Meister im Dreiband und Kunststoß geworden war. Zweimal, 1948 und 1960, wurde er Dreiband-Weltmeister in Buenos Aires. Kurz danach gab er bekannt, dass er zum professionellen Billard übertreten werde, eine zu der Zeit noch strenge Trennung zum Amateursport. Er durfte damit an keiner WM oder EM der UMB/CEB mehr teilnehmen. In den darauffolgenden Jahren war er in vielen europäischen Ländern als Trainer unterwegs und war damit wesentlich an der Anhebung des europäischen Leistungsniveaus beteiligt.
Wie auch bei seinen Nachfolgern ist die Anzahl der Titel kaum zählbar. Er war 1952 der erste Spieler, der bei der Europameisterschaft im Dreiband mit 1,023 GD die "magische" Grenze von 1,0 GD bei einer EM oder WM durchbrach. Er ist mit 30 Titeln in Belgien nach Raymond Ceulemans {61} und Frédéric Caudron {85} der erfolgreichste Billardspieler aller Zeiten.
René Vingerhoedt war über mehrere Jahre auch als Trainer für den Deutschen Billard-Bund tätig.
Er sagte einmal über sich selbst: „Ik ben voor de biljart gemacht“ (Ich bin fürs Billard gemacht).

## Erfolge
- Weltmeister im Billard Artistique 1939
- Weltmeister Dreiband 1949 und 1960
- Billard-Artistique-EM 1947–1951, 1953
- Europameister Dreiband 1951–1957, 1959, 1960
- Europameister Einband 1951, 1952, 1957–1960
- Europameister Cadre 47/2 1956
- Europameister im Kunststoß 1947–1951, 1953
- Belgische Dreiband-Meisterschaft:  1939, 1947–1949, 1951–1957, 1959, 1960  1958
- 30-facher belgischer Meister (9× Artistique, 13× Dreiband, 2× Einband, 6× Cadre 71/2)
- 22 Europäische Titel (6× Artistique, 9× Dreiband, 6× Einband und 1× Cadre 47/2)

Quellen:

## Ehrungen
Am 10. November 2007 brachte die belgische Post ihm zu Ehren eine Briefmarke heraus.

## Veröffentlichungen
- Simfatieke en verboden Zones, Familiestoten, 46 Bll., o. J.,ca. 1956[7]
- Opbygning af seriespiel i trebande. Ed. Den Danske Billard Union, Danemark, 197?, 33 S.[8]